# Golaj
Golaj è una frazione del comune di Has in Albania (prefettura di Kukës).
Fino alla riforma amministrativa del 2015 era comune autonomo, dopo la riforma è stato accorpato, insieme agli ex-comuni di Fajza, Gjinaj e Krumë a costituire la municipalità di Has.

## Località
Il comune era formato dall'insieme delle seguenti località:
- Golaj
- Nikoliq
- Bardhaj
- Perollaj
- Vlahen
- Letaj
- Peraj
- Dobrune
- Zgjec
- Qarr
- Helshan
- Kostu